# Lijst van Stolpersteine in Leiden

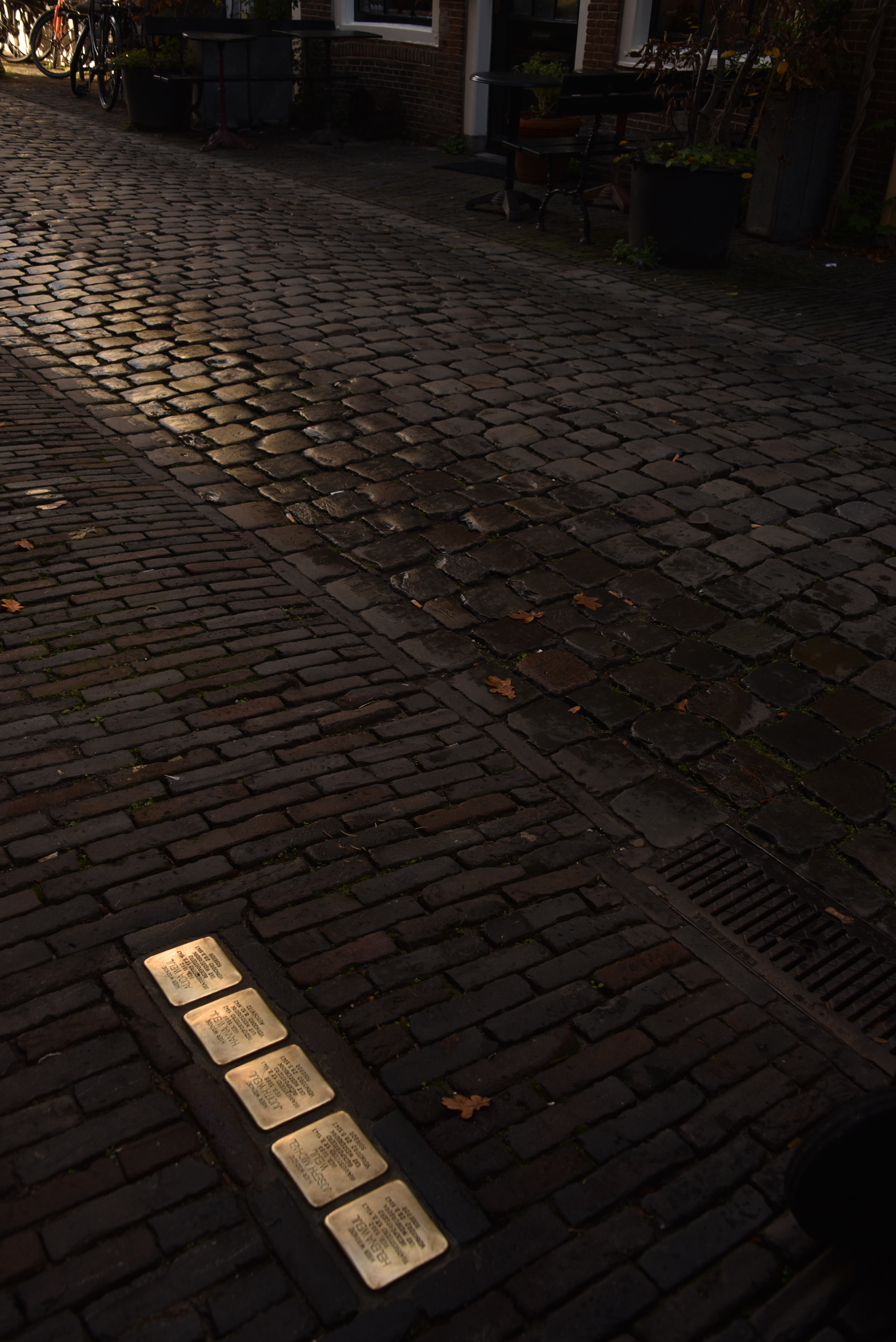
Stolpersteine voor familie Weijl in de Kloksteeg

De lijst van Stolpersteine in Leiden geeft een overzicht van de gedenkstenen in de stad Leiden in de Nederlandse provincie Zuid-Holland die zijn geplaatst in het kader van het Stolpersteine-project van de Duitse beeldhouwer-kunstenaar Gunter Demnig. De herdenkingsstenen zijn een initiatief van de Stichting Herdenking Jodenvervolging Leiden. De kunstenaar was driemaal in Leiden en plaatste daar in totaal acht Stolpersteine. “Door hun namen te noemen, brengen we iets van hun bestaan terug. We eren hen, dat doen we samen”, aldus Pieter Schrijnen.
Omdat het Stolpersteine-project doorloopt, kan deze lijst onvolledig zijn.

## Stolpersteine
In Leiden liggen 108 Stolpersteine op 41 adressen. Dit aantal zal worden uitgebreid tot 250.
| Afbeelding | Inscriptie | Adres                                                  | Herdachte persoon |
| ---------- | --- | ------------------------------------------------------ | --- |
|            | HIER WOONDE LOTTE ADLER GEB. 1925 GEDEPORTEERD 23-3-1943 UIT WESTERBORK VERMOORD 26-3-1943 SOBIBOR                                                    | Roodenburgerstraat 1a (Joods Weeshuis)                 | Lotte Adler (1925-1943) |
|            | HIER WOONDE HENNY HENRIETTE ADLER GEB. 1930 GEDEPORTEERD 23-3-1943 UIT WESTERBORK VERMOORD 26-3-1943 SOBIBOR                                          | Roodenburgerstraat 1a (Joods Weeshuis)                 | Henny Henriette Adler (1930-1943) |
|            | HIER WOONDE / WERKTE FLOORTJE ALTENBERG GEB. 1904 GEDEPORTEERD 23-3-1943 UIT WESTERBORK VERMOORD 26-3-1943 SOBIBOR                                    | Roodenburgerstraat 1a (Joods Weeshuis)                 | Floortje Altenberg (1904-1943) |
|            | HIER WOONDE HARTOG JOËL VAN AMERONGEN GEB. 1874 GEDEPORTEERD 1943 UIT WESTERBORK VERMOORD 2.7.1943 SOBIBOR                                            | Haarlemmerstraat 233                                   | Hartog Joël van Amerongen (1874-1943) |
|            | HIER WOONDE VRONIKA VAN AMERONGEN- VAN FRANK GEB. 1883 GEDEPORTEERD 1943 UIT WESTERBORK VERMOORD 2.7.1943 SOBIBOR                                     | Haarlemmerstraat 233                                   | Vronika van Amerongen-van Frank (1883-1943) |
|            | HIER WOONDE LEMAN AUERHAAN GEB. 1922 GEDEPORTEERD 3-3-1944 UIT WESTERBORK VERMOORD 31-7-1944 AUSCHWITZ                                                | Roodenburgerstraat 1a (Joods Weeshuis)                 | Leman Auerhaan, ook Leo (1922-1944) |
|            | HIER WOONDE DAVID JOZEF BEEM GEB. 1922 GEDEPORTEERD 6-7-1943 UIT WESTERBORK VERMOORD 9-7-1943 SOBIBOR                                                 | Roodenburgerstraat 1a (Joods Weeshuis)                 | David Jozef Beem (1922-1943) |
|            | HIER WOONDE JOZEF DAVID BEEM GEB. 1926 GEDEPORTEERD 23-3-1943 UIT WESTERBORK VERMOORD 26-3-1943 SOBIBOR                                               | Roodenburgerstraat 1a (Joods Weeshuis)                 | Jozef David Beem (1926-1943) |
|            | HIER WOONDE ABRAHAM DE BEER GEB. 1939 GEDEPORTEERD 16-11-1943 UIT WESTERBORK VERMOORD 19-11-1943 AUSCHWITZ                                            | Roodenburgerstraat 1a (Joods Weeshuis)                 | Abraham de Beer (1939-1943) |
|            | HIER WOONDE / WERKTE RACHEL BIERSCHENK GEB. 1894 GEDEPORTEERD 23-3-1943 UIT WESTERBORK VERMOORD 26-3-1943 SOBIBOR                                     | Roodenburgerstraat 1a (Joods Weeshuis)                 | Rachel Bierschenk (1894-1943) |
|            | HIER WOONDE / WERKTE ALICE BLITZ GEB. 1923 GEDEPORTEERD 23-3-1943 UIT WESTERBORK VERMOORD 26-3-1943 SOBIBOR                                           | Roodenburgerstraat 1a (Joods Weeshuis)                 | Alice Blitz (1923-1943) |
|            | HIER WOONDE WILHELMINA BLOG GEB. 1934 GEDEPORTEERD 23-3-1943 UIT WESTERBORK VERMOORD 26-3-1943 SOBIBOR                                                | Roodenburgerstraat 1a (Joods Weeshuis)                 | Wilhelmina Blog (1934-1943) |
|            | HIER WOONDE BENJAMIN BOBBE GEB. 1939 GEDEPORTEERD 4-5-1943 UIT WESTERBORK VERMOORD 7-5-1943 SOBIBOR                                                   | Roodenburgerstraat 1a (Joods Weeshuis)                 | Benjamin Bobbe (1939-1943) |
|            | HIER WOONDE JETJE BOBBE GEB. 1924 GEDEPORTEERD 23-3-1943 UIT WESTERBORK VERMOORD 26-3-1943 SOBIBOR                                                    | Roodenburgerstraat 1a (Joods Weeshuis)                 | Jetje Bobbe (1924-1943) |
|            | HIER WOONDE LOUIS BOBBE GEB. 1941 GEDEPORTEERD 4-5-1943 UIT WESTERBORK VERMOORD 7-5-1943 SOBIBOR                                                      | Roodenburgerstraat 1a (Joods Weeshuis)                 | Louis Bobbe (1941-1943) |
|            | HIER WOONDE MAX MICHAEL BRESLAUER GEB. 1936 GEDEPORTEERD 1944 UIT WESTERBORK VERMOORD 21-10-1944 AUSCHWITZ                                            | Lorentzkade 8                                          | Max Michael Breslauer (1936-1944) |
|            | HIER WOONDE STEFAN BRESLAUER GEB. 1931 GEDEPORTEERD 1944 UIT WESTERBORK VERMOORD 21-10-1944 AUSCHWITZ                                                 | Lorentzkade 8                                          | Stefan Breslauer (1931-1944) |
|            | HIER WOONDE RUDOLF WERNER BRESLAUER GEB. 1903 GEDEPORTEERD 1944 UIT WESTERBORK AUSCHWITZ VERMOORD 1945 MIDDEN-EUROPA                                  | Lorentzkade 8                                          | Rudolf Werner Breslauer (1903-1945) |
|            | HIER WOONDE BELLA BRESLAUER- WEIHSMANN GEB. 1907 GEDEPORTEERD 1944 UIT WESTERBORK VERMOORD 21-10-1944 AUSCHWITZ                                       | Lorentzkade 8                                          | Bella Breslauer-Weihsmann (1907-1944) |
|            | HIER WOONDE IHNO TEN BRINK GEB. 1932 GEDEPORTEERD 4-9-1944 UIT WESTERBORK THERESIENSTADT VERMOORD 6-10-1944 AUSCHWITZ                                 | Roodenburgerstraat 1a (Joods Weeshuis)                 | Ihno ten Brink (1932-1944) |
|            | HIER WOONDE ARNOLD CAREL COSMAN GEB. 1910 GEVLUCHT IN DE DOOD 15.5.1940 PURMEREND                                                                     | Witte Singel 27 (voor de universiteitsbibliotheek)     | Arnold Carel Cosman (1910-1940) |
|            | HIER WOONDE RACHEL COSMAN- MENDES DA COSTA GEB. 1884 GEDEPORTEERD 1944 UIT WESTERBORK VERMOORD BEGIN JULI 1944 AUSCHWITZ                              | Witte Singel 27 (voor de universiteitsbibliotheek)     | Rachel Cosman-Mendes da Costa (1884-1944) |
|            | HIER WOONDE MIETJE DAGLOONDER GEB. 1927 GEDEPORTEERD 23-3-1943 UIT WESTERBORK VERMOORD 26-3-1943 SOBIBOR                                              | Roodenburgerstraat 1a (Joods Weeshuis)                 | Mietje Dagloonder (1927-1943) |
|            | HIER WOONDE GONDA VAN DAM GEB. 1883 GEDEPORTEERD 1943 UIT WESTERBORK VERMOORD 30-4-1943 SOBIBOR                                                       | Rijnsburgerweg 144                                     | Gonda van Dam (1883-1943) |
|            | HIER WOONDE WOLFGANG LUITPOLD DINKELSPIEL GEB. 1897 GEDEPORTEERD 1943 UIT WESTERBORK VERMOORD 11-6-1943 SOBIBOR                                       | Rijnsburgerweg 107                                     | Wolfgang Luitpold Dinkelspiel (1897-1943) |
|            | HIER WOONDE FRIEDERIKE RUTH DINKELSPIEL- WALDECK GEB. 1913 GEDEPORTEERD 1943 UIT WESTERBORK VERMOORD 11-6-1943 SOBIBOR                                | Rijnsburgerweg 107                                     | Friederike Ruth Dinkelspiel-Waldeck (1913-1943) |
|            | HIER WOONDE SAMUEL ENGELSCHMAN GEB. 1925 GEDEPORTEERD 6-7-1943 UIT WESTERBORK VERMOORD 9-7-1943 SOBIBOR                                               | Roodenburgerstraat 1a (Joods Weeshuis)                 | Samuel Engelschman (1925-1943) |
|            | HIER WOONDE IZAK ENSEL GEB. 1938 GEDEPORTEERD 23-3-1943 UIT WESTERBORK VERMOORD 26-3-1943 SOBIBOR                                                     | Roodenburgerstraat 1a (Joods Weeshuis)                 | Izak Ensel (1938-1943) |
|            | HIER WOONDE WILLEM MARIANUS FLIM GEB. 1904 VERZETSSTRIJDER GEARRESTEERD 1944 GEDEPORTEERD NEUENGAMME 'CAP ARCONA' OVERLEDEN 3-5-1943 NEUSTÄDTER BUCHT | Rapenburg 38                                           | Willem Marianus Flim (1904-1945) |
|            | HIER WOONDE HENRIETTE FREUND-SPIEGEL GEB. 1863 GEDEPORTEERD 1942 UIT WESTERBORK VERMOORD 5-10-1942 AUSCHWITZ                                          | Johan de Wittstraat 15                                 | Henriette Freund-Spiegel (1863-1942) |
|            | HIER WOONDE LEON VAN GELDEREN GEB. 1905 GEDEPORTEERD 1944 UIT WESTERBORK VERMOORD 31-5-1944 AUSCHWITZ                                                 | Hogerbeetsstraat 8                                     | Leon van Gelderen (1905-1944) |
|            | HIER WOONDE MAURITS CORNELIS VAN GELDEREN GEB. 1914 GEDEPORTEERD 17-8-1942 UIT WESTERBORK VERMOORD 30-9-1942 AUSCHWITZ                                | De Sitterlaan 98                                       | Maurits Cornelis van Gelderen (1914-1942) |
|            | HIER WOONDE SOPHIA VAN GELDEREN -LIGTENSTEIN GEB. 1877 GEDEPORTEERD 23-3-1943 UIT WESTERBORK VERMOORD 26-3-1943 SOBIBOR                               | De Sitterlaan 98                                       | Sophia van Gelderen-Ligtenstein (1877-1943) |
|            | HIER WOONDE SOPHIA EMILY ELISABETH VAN GILSE GEB. 1912 BEZWEKEN JAN.-1945 RAVENSBRÜCK                                                                 | Groenhovenstraat 13                                    | Sophia Emily Elisabeth van Gilse (1912-1945) |
|            | HIER WERKTE / WOONDE JAKOB GINSBERG GEB. 1886 GEDEPORTEERD 15-11-1943 UIT WESTERBORK VERMOORD 18-11-1943 AUSCHWITZ                                    | Kort Rapenburg 17                                      | Jakob Ginsberg (1886-1943) |
|            | HIER WOONDE KÄTHE HANNES-GLASER GEB. 1890 GEDEPORTEERD 1943 UIT WESTERBORK VERMOORD 19-11-1943 AUSCHWITZ                                              | Mezenstraat 1                                          | Käthe Hannes-Glaser (1890-1943) |
|            | HIER WOONDE ALBERT KAMM GEB. 1912 GEDEPORTEERD 1943 UIT WESTERBORK VERMOORD 9-7-1943 SOBIBOR                                                          | Lijsterstraat 8                                        | Albert Kamm (1912-1943) |
|            | HIER WOONDE MEIJER VAN KLEEFF GEB. 1898 GEARRESTEERD 17.8.1943 GEDEPORTEERD 1943 UIT VUGHT AUSCHWITZ VERMOORD 31.1.1944                               | Lorentzkade 4                                          | Meijer van Kleeff werd geboren in 1898. Meijer was direct betrokken bij het verbergen van zijn neef. Hij werd op 17 augustus 1943 door de Leidse politie gearresteerd. Meijer, Nathan en de bewoner van nummer 1, Witte, werden twee dagen later overgebracht naar Rotterdam en daarna naar Kamp Vught. Op 15 november zijn Meijer en Nathan op transport gesteld naar Auschwitz. Ze stierven daar op 31 januari 1944. Meijers vrouw en zijn twee kinderen overleefden de oorlog. |
|            | HIER WOONDE JOZUA KLEIN GEB. 1901 GEDEPORTEERD 1942 UIT AMERSFOORT VERMOORD 6-7-1942 MAUTHAUSEN                                                       | Mariënpoelstraat 15                                    | Jozua Klein (1901-1942) |
|            | HIER WOONDE LEO HENRI KLEIN GEB. 1911 GEDEPORTEERD 1943 UIT WESTERBORK VERMOORD 16-7-1943 SOBIBOR                                                     | Leeuwerikstraat 16                                     | Leo Henri Klein (1911-1943) |
|            | HIER WOONDE HEIMANNA LOUISE KLEIN-MARKUS GEB. 1915 GEDEPORTEERD 1943 UIT WESTERBORK VERMOORD 23-4-1943 SOBIBOR                                        | Leeuwerikstraat 16                                     | Heimanna Louise Klein-Markus, ook Heimy (1915-1943) |
|            | HIER WAS ONDERGEDOKEN NATHAN KORNALIJNSLIJPER GEB. 1910 GEARRESTEERD 16-8-1943 GEDEPORTEERD 1943 UIT VUGHT VERMOORD 31-1-1944 AUSCHWITZ               | Lorentzkade 1                                          | Nathan Kornalijnslijper (1910-1944) |
|            | HIER WOONDE ERNST LOEB GEB. 1878 GEDEPORTEERD 1942 UIT WESTERBORK VERMOORD 30.9.1942 AUSCHWITZ                                                        | Breestraat 161 (voor de entree van boekhandel De Kler) | Ernst Loeb (1878-1942) |
|            | HIER WOONDE HANS LOEB GEB. 1905 GEDEPORTEERD 1944 UIT WESTERBORK VERMOORD 14.11.1944 BERGEN-BELSEN                                                    | Breestraat 161 (voor de entree van boekhandel De Kler) | Hans Loeb (1905-1944) |
|            | HIER WOONDE HERBERT LOEB GEB. 1911 GEDEPORTEERD 1942 UIT WESTERBORK AUSCHWITZ VERMOORD                                                                | Breestraat 161 (voor de entree van boekhandel De Kler) | Herbert Loeb (1911-1944) |
|            | HIER WOONDE JENNY LOEB-ROSE GEB. 1878 GEDEPORTEERD 1944 UIT WESTERBORK VERMOORD 31.10.1944 THERESIENSTADT                                             | Breestraat 161 (voor de entree van boekhandel De Kler) | Jenny Loeb-Rose (1878-1944) |
|            | HIER WOONDE ALBERT LUSS GEB. 1914 GEDEPORTEERD 1942 UIT WESTERBORK VERMOORD 5-9-1942 AUSCHWITZ                                                        | Mariënpoelstraat 9                                     | Albert Luss (1914-1942) |
|            | HIER WOONDE BENJAMIN MEIJER GEB. 1921 GEDEPORTEERD 1943 UIT WESTERBORK VERMOORD 11-6-1943 SOBIBOR                                                     | Rijnsburgerweg 116                                     | Benjamin Meijer (1921-1943) |
|            | HIER WOONDE HERMAN MEIJER GEB. 1924 ONDERGEDOKEN 1942 BEZWEKEN 17-3-1944 WARMOND                                                                      | Rijnsburgerweg 116                                     | Herman Meijer (1924-1944) |
|            | HIER WOONDE LEOPOLD MENDEL GEB. 1876 GEDEPORTEERD 2-3-1942 UIT WESTERBORK VERMOORD 5-3-1943 SOBIBOR                                                   | Mariënpoelstraat 15                                    | Leopold Mendel (1876-1943) |
|            | HIER WOONDE JEANETTE MENDEL-KAIN GEB. 1871 GEDEPORTEERD 2-3-1942 UIT WESTERBORK VERMOORD 5-3-1943 SOBIBOR                                             | Mariënpoelstraat 15                                    | Jeanette Mendel-Kain (1871-1943) |
|            | HIER WOONDE SOPHIA MESSCHER- BROEKMAN GEB. 1868 GEDEPORTEERD 1943 UIT WESTERBORK VERMOORD 13-3-1943 SOBIBOR                                           | Rijnsburgerweg 60                                      | Sophia Messcher-Broekman (1868-1943) |
|            | HIER WOONDE ADOLF MOHR GEB. 1872 GEDEPORTEERD 1944 UIT WESTERBORK THERESIENSTADT VERMOORD 30-10-1944 AUSCHWITZ                                        | Fagelstraat 17                                         | Adolf Mohr (1872-1944) |
|            | HIER WOONDE HERTA THERESA MOHR GEB. 1914 GEDEPORTEERD 1944 UIT WESTERBORK BEZWEKEN 15-4-1945 BERGEN-BELSEN                                            | Fagelstraat 17                                         | Herta Theresa Mohr (1914-1945) |
|            | HIER WOONDE GABRIELE MOHR-KAUFMANN GEB. 1886 GEDEPORTEERD 1944 UIT WESTERBORK THERESIENSTADT VERMOORD 30-10-1944 AUSCHWITZ                            | Fagelstraat 17                                         | Gabriele Mohr-Kaufmann (1886-1944) |
|            | HIER WOONDE FRITZ NATHANSOHN GEB. 1909 GEDEPORTEERD 30-3-1943 UIT WESTERBORK VERMOORD 2-4-1943 SOBIBOR                                                | De Sitterlaan 90                                       | Fritz Nathansohn (1909-1943) |
|            | HIER WOONDE MARTIN NATHANSOHN GEB. 1874 GEDEPORTEERD 18-9-1942 UIT WESTERBORK VERMOORD 21-9-1942 AUSCHWITZ                                            | De Sitterlaan 90                                       | Martin Nathansohn (1874-1942) |
|            | HIER WOONDE ALICE FRIEDA NATHANSOHN- FRIEDBERG GEB. 1880 GEDEPORTEERD 18-9-1942 UIT WESTERBORK VERMOORD 21-9-1942 AUSCHWITZ                           | De Sitterlaan 90                                       | Alice Frieda Nathansohn-Friedberg (1880-1942) |
|            | HIER WOONDE DAVID NEUMANN GEB. 1879 OVERLEDEN BIJ AANHOUDING OP 25-1-1943 AMSTERDAM                                                                   | Lorentzkade 3                                          | David Neumann (1879-1943) |
|            | HIER WOONDE JACOB PHILIPSON GEB. 1903 GEDEPORTEERD 1943 UIT WESTERBORK VERMOORD 23.7.1943 SOBIBOR                                                     | Van der Waalsstraat 34                                 | Jacob Philipson (1903-1943) |
|            | HIER WOONDE KURT POLLACK GEB. 1879 GEDEPORTEERD 1944 UIT WESTERBORK VERMOORD 14-1-1945 BERGEN-BELSEN                                                  | Rijnsburgerweg 163                                     | Kurt Pollack (1879-1945) |
|            | HIER WOONDE GERTRUD POLLACK-SIMONS GEB. 1891 GEDEPORTEERD 1944 UIT WESTERBORK BERGEN-BELSEN 'VERLOREN TREIN' BEVRIJD BEZWEKEN 25-4-1945 TRÖBITZ       | Rijnsburgerweg 163                                     | Gertrud Pollack-Simons (1891-1945) |
|            | HIER WOONDE ELVIERE SANDERS-PLATZ GEB. 1891 GEDEPORTEERD 7-8-1942 UIT WESTERBORK VERMOORD 9-8-1942 AUSCHWITZ                                          | Lorentzkade 8                                          | Elviere Sanders-Platz (1891-1942) |
|            | HIER WOONDE LEENTJE SLIER GEB. 1926 GEDEPORTEERD 1943 UIT WESTERBORK VERMOORD 23-4-1943 SOBIBOR                                                       | Rijnsburgerweg 116                                     | Leentje Slier (1926-1943) |
|            | HIER WOONDE DORMA TURKSMA GEB. 1923 GEDEPORTEERD 1942 UIT WESTERBORK VERMOORD 30-9-1942 AUSCHWITZ                                                     | Rijnsburgerweg 41                                      | Dorma Turksma (1923-1942) |
|            | HIER WOONDE NICO TURKSMA GEB. 1916 GEDEPORTEERD 1942 UIT WESTERBORK VERMOORD 30-9-1942 AUSCHWITZ                                                      | Rijnsburgerweg 41                                      | Nico Turksma (1916-1942) |
|            | HIER WOONDE ARON JOSIF VITNER GEB. 1878 GEDEPORTEERD 11-5-1943 UIT WESTERBORK VERMOORD 14-5-1943 SOBIBOR                                              | Mariënpoelstraat 31                                    | Aron Josif Vitner (1878-1943) |
|            | HIER WOONDE DEBORA VITNER-SPACIRER GEB. 1878 GEDEPORTEERD 11-5-1943 UIT WESTERBORK VERMOORD 14-5-1943 SOBIBOR                                         | Mariënpoelstraat 31                                    | Debora Vitner-Spacirer (1878-1943) |
|            | HIER WOONDE ALIDA WEIJL GEB. 1892 GEARRESTEERD 17.3.1943 GEDEPORTEERD UIT WESTERBORK VERMOORD 26.3.1943 SOBIBOR                                       | Kloksteeg 3                                            | Alida Weijl (1892-1943) |
|            | HIER WOONDE HANNA WEIJL GEB. 1889 GEDEPORTEERD 1942 UIT WESTERBORK VERMOORD 3.12.1942 AUSCHWITZ                                                       | Kloksteeg 3                                            | Hanna Weijl (1889-1942) |
|            | HIER WOONDE HELENA WEIJL GEB. 1882 GEARRESTEERD 17.3.1943 GEDEPORTEERD UIT WESTERBORK VERMOORD 26.3.1943 SOBIBOR                                      | Kloksteeg 3                                            | Helena Weijl (1882-1943) |
|            | HIER WOONDE JOSEPH MICHAEL WEIJL GEB. 1885 GEARRESTEERD 17.3.1943 GEDEPORTEERD UIT WESTERBORK VERMOORD 26.3.1943 SOBIBOR                              | Kloksteeg 3                                            | Joseph Michael Weijl (1885-1943) |
|            | HIER WOONDE JUDITH WEIJL GEB. 1886 GEARRESTEERD 17.3.1943 GEDEPORTEERD UIT WESTERBORK VERMOORD 26.3.1943 SOBIBOR                                      | Kloksteeg 3                                            | Judith Weijl (1886-1943) |
|            | HIER WOONDE DAVID DE WOLFF GEB. 1879 GEDEPORTEERD 23-3-1943 UIT WESTERBORK VERMOORD 26-3-1943 SOBIBOR                                                 | Mariënpoelstraat 39                                    | David de Wolff (1878-1943) |
|            | HIER WOONDE REBECCA DE WOLFF-DE WOLFF GEB. 1876 GEDEPORTEERD 23-3-1943 UIT WESTERBORK VERMOORD 26-3-1943 SOBIBOR                                      | Mariënpoelstraat 39                                    | Rebecca de Wolff-de Wolff (1876-1943) |
|            | HIER WOONDE MATHILDE NEUWAHL-MOSHEIM GEB. 1874 GEDEPORTEERD 2-10-1942 UIT WESTERBORK VERMOORD 5-10-1942 AUSCHWITZ                                     | Zeemanlaan 16                                          | Mathilde Neuwahl-Mosheim (1874-1942) |
|            | HIER WOONDE SIMON ERICH VLES GEB. 1906 GEDEPORTEERD 1943 UIT WESTERBORK VERMOORD 7-2-1944 AUSCHWITZ                                                   | van den Brandelerkade 11                               | Simon Erich Vles (1906-1944) |
|            | HIER WOONDE BERTHA VLES-MARX GEB. 1874 GEDEPORTEERD 23-3-1943 UIT WESTERBORK VERMOORD 26-3-1943 SOBIBOR                                               | van den Brandelerkade 11                               | Bertha Vles-Marx (1874-1943) |
|            | HIER WOONDE HEDWIG STERN GEB. 1875 GEDEPORTEERD 29-8-1942 UIT WESTERBORK VERMOORD 3-9-1942 AUSCHWITZ                                                  | van den Brandelerkade 11                               | Hedwig Stern (1875-1942) |
|            | HIER WOONDE BERNARDUS JACOBUS DAVIDSON GEB. 1905 GEDEPORTEERD 23-3-1943 UIT WESTERBORK VERMOORD 26-3-1943 SOBIBOR                                     | Hugo de Vriesstraat 65                                 | Bernardus Jacobus Davidson (1904-1943) |
|            | HIER WOONDE CHAJA DAVIDSON-LUBINSKI GEB. 1895 GEDEPORTEERD 23-3-1943 UIT WESTERBORK VERMOORD 26-3-1943 SOBIBOR                                        | Hugo de Vriesstraat 65                                 | Chaja Davidson-Lubinski (1895-1943) |
|            | HIER WOONDE ELISABETH HAMMEL GEB. 1876 GEDEPORTEERD 23-3-1943 UIT WESTERBORK VERMOORD 26-3-1943 SOBIBOR                                               | Hugo de Vriesstraat 65                                 | Elisabeth Hammel (1876-1943) |
|            | HIER WOONDE HENRI ROOS GEB. 1920 GEDEPORTEERD 18-5-1943 UIT WESTERBORK VERMOORD 21-5-1943 SOBIBOR                                                     | Hugo de Vriesstraat 65                                 | Henri Roos (1920-1943) |
|            | HIER WOONDE LOUIS VAN TIJN GEB. 1905 GEDEPORTEERD 11-5-1943 UIT WESTERBORK VERMOORD NOV. 1943 DOROHUCZA                                               | Tiboel Siegenbeekstraat 7                              | Louis van Tijn (1905-1943) |
|            | HIER WOONDE RACHEL VAN TIJN-LUBINSKI GEB. 1907 GEDEPORTEERD 11-5-1943 UIT WESTERBORK VERMOORD 14-5-1943 SOBIBOR                                       | Tiboel Siegenbeekstraat 7                              | Rachel van Tijn-Lubinski (1907-1943) |
|            | HIER WOONDE ESTHER VAN TIJN GEB. 1934 GEDEPORTEERD 11-5-1943 UIT WESTERBORK VERMOORD 14-5-1943 SOBIBOR                                                | Tiboel Siegenbeekstraat 7                              | Esther van Tijn (1934-1943) |
|            | HIER WOONDE IZAAK VAN TIJN GEB. 1938 GEDEPORTEERD 11-5-1943 UIT WESTERBORK VERMOORD 14-5-1943 SOBIBOR                                                 | Tiboel Siegenbeekstraat 7                              | Izaak van Tijn (1938-1943) |
|            | HIER WOONDE VICTOR EPHRAÏM BLOEMKOPER GEB. 1909 GEDEPORTEERD 10-3-1943 UIT WESTERBORK VERMOORD 30-4-1943 SOBIBOR                                      | Tiboel Siegenbeekstraat 20                             | Victor Ephraïm Bloemkoper (1909-1943) |
|            | HIER WOONDE JETJE BLOEMKOPER-DEN HARTOG GEB. 1910 GEDEPORTEERD 10-3-1943 UIT WESTERBORK VERMOORD 13-3-1943 SOBIBOR                                    | Tiboel Siegenbeekstraat 20                             | Jetje Bloemkoper-den Hartog (1910-1943) |
|            | HIER WOONDE JACOB BLOEMKOPER GEB. 1934 GEDEPORTEERD 10-3-1943 UIT WESTERBORK VERMOORD 13-3-1943 SOBIBOR                                               | Tiboel Siegenbeekstraat 20                             | Jacob Bloemkoper (1934-1943) |
|            | HIER WOONDE ELIAS BLOEMKOPER GEB. 1935 GEDEPORTEERD 10-3-1943 UIT WESTERBORK VERMOORD 13-3-1943 SOBIBOR                                               | Tiboel Siegenbeekstraat 20                             | Elias Bloemkoper (1935-1943) |
|            | HIER WOONDE ROZA MARIANNE BLOEMKOPER GEB. 1936 GEDEPORTEERD 10-3-1943 UIT WESTERBORK VERMOORD 13-3-1943 SOBIBOR                                       | Tiboel Siegenbeekstraat 20                             | Roza Marianne Bloemkoper (1936-1943) |
|            | HIER WOONDE ABRAHAM BLOEMKOPER GEB. 1938 GEDEPORTEERD 10-3-1943 UIT WESTERBORK VERMOORD 13-3-1943 SOBIBOR                                             | Tiboel Siegenbeekstraat 20                             | Abraham Bloemkoper (1938-1943) |
|            | HIER WOONDE SIENTJE BARNSTIJN-VAN DEN BERG GEB. 1876 GEDEPORTEERD 23-3-1943 UIT WESTERBORK VERMOORD 26-3-1943 SOBIBOR                                 | Van 't Hoffstraat 11                                   | Sientje Barnstijn-van den Berg (1876-1943) |
|            | HIER WOONDE ERICH LEOPOLD DESSAUER GEB. 1892 GEDEPORTEERD 20-7-1943 UIT WESTERBORK VERMOORD 23-7-1943 SOBIBOR                                         | Van 't Hoffstraat 33a                                  | Erich Leopold Dessauer (1892-1943) |
|            | HIER WOONDE ALICE DESSAUER-NEUWAHL GEB. 1902 GEDEPORTEERD 20-7-1943 UIT WESTERBORK VERMOORD 23-7-1943 SOBIBOR                                         | Van 't Hoffstraat 33a                                  | Alice Dessauer-Neuwahl (1902-1943) |
|            | HIER WOONDE ROLF DIETER DESSAUER GEB. 1927 GEDEPORTEERD 20-7-1943 UIT WESTERBORK VERMOORD 23-7-1943 SOBIBOR                                           | Van 't Hoffstraat 33a                                  | Rolf Dieter Dessauer (1927-1943) |
|            | HIER WOONDE HELGA DESSAUER GEB. 1930 GEDEPORTEERD 20-7-1943 UIT WESTERBORK VERMOORD 23-7-1943 SOBIBOR                                                 | Van 't Hoffstraat 33a                                  | Helga Dessauer (1930-1943) |
|            | HIER WOONDE GÜNTHER WALLBACH GEB. 1901 GEDEPORTEERD 1944 UIT WESTERBORK VERMOORD 30-9-1944 AUSCHWITZ                                                  | Wasstraat 28                                           | Günther Wallbach (1901-1944) |
|            | HIER WOONDE ELISABETH ISABELLA BOÄSSON GEB. 1917 GEDEPORTEERD 1942 UIT DRANCY VERMOORD 29-8-1942 AUSCHWITZ                                            | De Laat de Kanterstraat 15                             | Elisabeth Isabella Boässon (1917-1942) |
|            | HIER WOONDE HENRI COUTINHO GEB. 1924 GEDEPORTEERD 1942 UIT WESTERBORK VERMOORD 30-9-1942 AUSCHWITZ                                                    | Roodenburgerstraat 74                                  | Henri Coutinho (1924-1942) |

## Data van plaatsingen

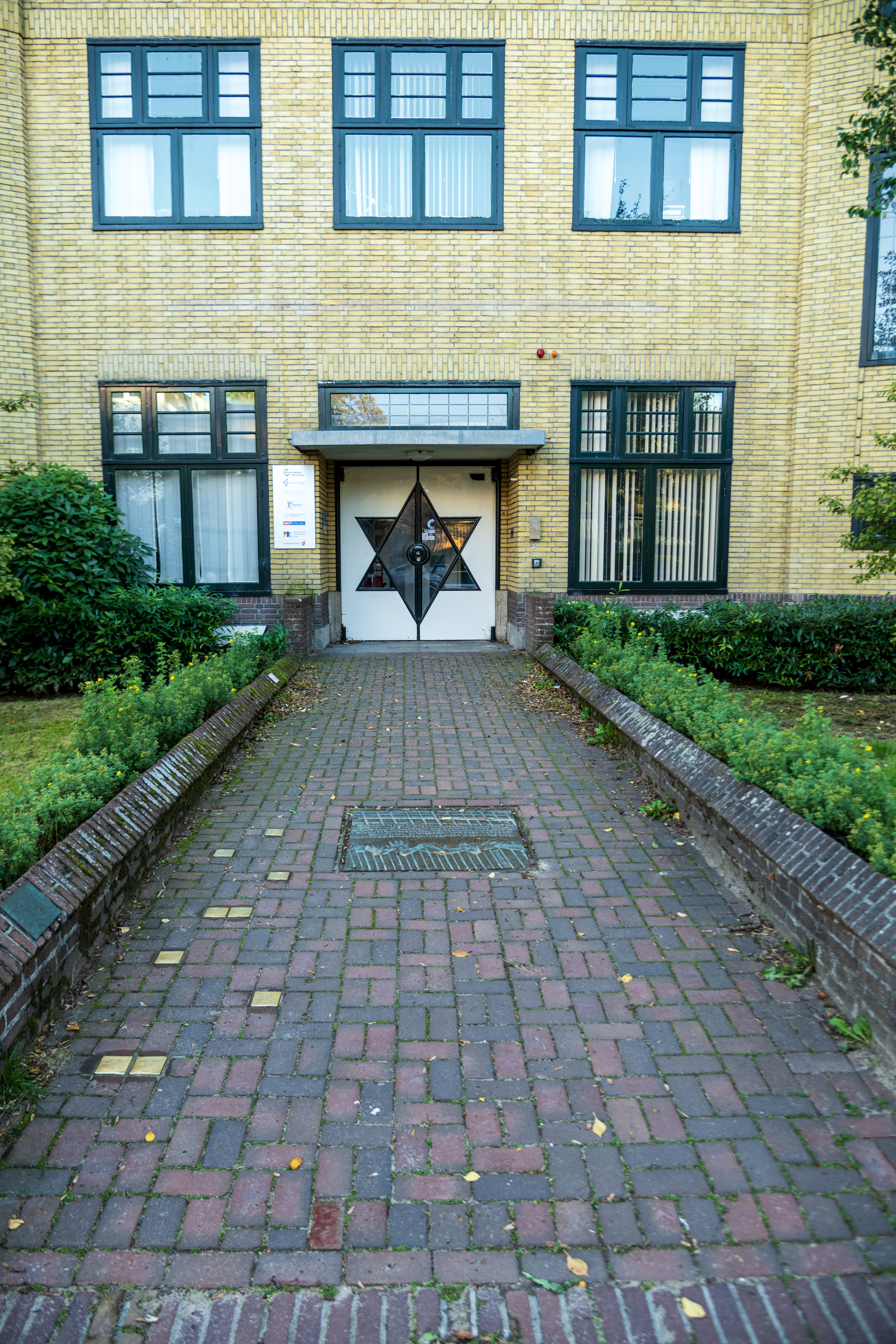
Stolpersteine in Leiden

- 10 maart 2010: Breestraat 161, Van der Waalsstraat 34[151]
- 2 november 2014: Lorentzkade 4[4]
- 12 februari 2017: Haarlemmerstraat 233[152]
- 26 maart 2021: Kloksteeg 3
- 25 maart 2022: Witte Singel 27
- 15 juni 2022: Leeuwerikstraat 16, Mezenstraat 1, Lijsterstraat 8, Johan de Wittstraat 15, Fagelstraat 17, Hogerbeetsstraat 8[153]
- 11 januari 2023: Rijnsburgerweg 41, 60, 107, 116, 144, 163
- 21 april 2023: Rapenburg 38
- 14 juni 2023: Roodenburgerstraat 1a
- 1 november 2023: Mariënpoelstraat 9, 15, 31, 39
- 13 maart 2024: De Laat de Kanterstraat 15, Roodenburgerstraat 74, Tiboel Siegenbeekstraat 7 en 20, Van den Brandelerkade 11, Wasstraat 28
- 15 mei 2024: Lorentzkade 1
- 28 mei 2024: Groenhovenstraat 13
- 19 juni 2024: acht Stolpersteine toegevoegd op Roodenburgerstraat 1a
- 16 oktober 2024: een Stolperstein op Kort Rapenburg 17
- 6 november 2024: tien Stolpersteine op Hugo de Vriesstraat 65, Van ’t Hoffstraat 11 en 33a, Zeemanlaan 16
- 26 maart 2025: elf Stolpersteine op De Sitterlaan 90 en 98, Lorentzkade 3 en 8
- 19 juni 2025: zeven Stolpersteine op Roodenburgerstraat 1a
- 4 juli 2025: een Stolperstein op het Kamerlingh Onnesplein 1